# La signora in blu
La signora in blu è un dipinto a olio su tela (88,5 × 72 cm) realizzato nel 1904 circa dal pittore Paul Cézanne. È conservato nel Museo dell'Ermitage di San Pietroburgo.
È uno degli ultimi ritratti femminili realizzati da Cézanne.